# نادي غنتوت لسباقات الخيل والبولو
نادي غنتوت لسباقات الخيل والبولو هو نادي تأسس للسباق الخيل والبولو، أسسها الرئيس الشيخ زايد بن سلطان آل نهيان سنة 1994.

## منشآت النادي
أختير لـ نادي غنتوت للسباق والبولو موقعا متميزاً في الإمارات العربية المتحدة بين أبوظبي ودبي، حيث أقيم على مساحة مقدارها 300 هكتار من المروج الوارفة المعشوبة لممارسة النشاطات الرياضية إضافة الي وجود قاعة مؤتمرات من الفئة الدولية لإستضافة المؤتمرات والمناسبات الخاصة بالشركات وكذلك إقامة الولائم والحفلات.
جميع المنشآت من الدرجة الأولى. ثماني ملاعب عشبية للبولو تم بنائها طبقاً للمعايير الدولية زُوّد ثلاث منها بالإنارة الليلية المناسبة لتجعل من نادي غنتوت واحداً من أرقي نوادي البولو العالمية والأفضل بكل تأكيد علي مستوى منطقة الشرق الأوسط.
لدي النادي (150) اسطبلاً للبولو بالإضافة إلى (60) اسطبلاً للسباق والإستيلاد، جميعها مجهزة بالتكييف المركزي، هذا بالإضافة إلى(50) اسطبلاً للزيارات و(40) اسطبلاً مؤقتاً. كذلك نحو (26) حقلاً للترويض من مختلف الأحجام تابعاً لقسم البولو والسباقات فضلاً عن ميدان للتدريب أقيم في الهواء الطلق. يفخر نادى غنتوت أيضاً بامتلاكه لـ (150) فرساً صغيراً و(88) حصاناً للبولو في قسم السباقات والإستيلاد (من كافة الفئات).

## ميدان اللعب
البولو هي إحدى الألعاب التي غالباً ما تقام في الهواء الطلق. يبلغ طول ملعب البولو في الهواء الطلق (300) ياردة بعرض يمتد الي (160) ياردة، وهو القياس الأكبر للملاعب التي تمارس عليها هذه الرياضة. يبلغ طول فتحة كل مرمي (24) قدماً بارتفاع (10) أقدام كحد أدني، تبعد خطوط ركلات الجزاء ثلاثين قدماً عن المرمي، (40) ياردة، (60) ياردة عند وسط الميدان.

## أنواع الرميات
يرمي اللاعبون الكرة بالمضرب باستخدام أربع أنواع من الرميات الأساسية :
- براحة اليد: ترمي الكرة باتجاه الأمام أو جانبياً الي أحد أعضاء الفريق
- بظاهر اليد: تغيير مجرى اللعب بإرسال الكرة في الإتجاه المعاكس
- رمية العنق: ترمي الكرة من تحت عنق الحصان
- الرمية الطولية: ترمي الكرة من خلف وأسفل كفل الحصان

## هدف الفرس (بوني)
يحقق هدف عندما يجعل أحد الأحصنة الصغيرة الكرة تذهب بإتجاه عارضتي المرمى عادة من خلال ركلها بالقدم. تبلغ مدة كل فترة من فترات الاستراحة فيما بين الجولات (3) دقائق واستراحة بين الشوطين (5) دقائق، يقوم أحد المسؤولين بدحرجة الكرة معلناً بذلك انطلاق مبارات البولو أو استئناف اللعب بعد توقفه، يصطف أعضاء الفريق في تسلسل عددي خلف بعضهما البعض مباشرة، كما يصطف أعضاء فريق الخصم بنفس الطريقة، يقوم الحكم بدحرجة الكرة بين الفريقين معلناً ابتداء اللعب.
يتم ايقاف ساعة المباراة في حالات (الفاول) أو عند سقوط أو إصابة أحد الأحصنة أو ممتطيها، أو تجاوز مسار اللعب، أو فقدان الخوذة أو خروج الكرة عن الخطوط المحددة، يجوز للاعب الخروج من الميدان لتغيير الفرس دون تعليق اللعب حينما لا يؤدي الحصان دوره بشكل جيد دون أن يكون قد لحقت به إصابة ظاهرة، ولا يتوقف اللعب لمجرد تعرض أحد المضارب للكسر أو الضياع، ويجوز للاعب مغادرة الميدان ليستبدل مضربه قبل العودة الي اللعب من جديد، أو بإمكانه ببساطة عكس المضرب ورمي الكرة بالمقبض.

## اللاعبون
يتكون كل فريق من (4) لاعبين يركز اللاعبان المهاجمان رقم (1) و(2) اهتمامهما على تسجيل الإصابات. اللاعب رقم (3) هو لاعب خط الوسط الذي يعاون الهدافين ويؤدي في نفس الوقت مهاما دفاعية، وغالباً ما يكون الرقم (3) هو أكثر اللاعبين خبرة علي الميدان، أما مسؤولية الدفاع والتصدي للهحمات المرتدة علي عاتق اللاعب رقم (4).

## سباقات العدل
يصنف لاعبو البولو سنوياً عن طريق أقرانهم ومن قبل رابطة الولايات المتحدة للبولو استناداً إلى نسبة أهدف (-2 الي 10 أهداف). يطبق علي الفريق أسلوب العدل بناء علي قدرات أعضاءه.
وعدل الفريق هو اجمالي نسب التسجيل التي يحققها لاعبوه، وكثيراً ما تقام المسابقات في فئات العدل، وتعتبر لعبة البولو ذات الأهداف العالية خاصة بالفرق التي سجلت نسبة تسعة عشر هدفاً أو أكثر، أما لعبة البولو من الفئة الوسطى فيتراوح معدلها بين (15) إلى (18) هدفاً.
هناك العديد من الأساليب المتبعة لبناء فريق يلبي أعضاؤه السقف المحدد للأهداف خلال المسابقات، وفي الأعم الغالب تحتاج الفرق القوية إلى لاعب (رينجر) وهو لاعب بتصنيف جديد أو أقل درجة من أجل التكافؤ مع لاعبي الفريق الأعلي مرتبة.

## هيئة التحكيم
هناك حكمان ثابتان يقومان بمعظم عمليات التحكيم وهناك حكم رئيس في وسط الميدان له الكلمة الفصل في أي خلاف قد ينشأ بين الحكمين المذكورين، عادة ما يكون الحكم الرئيس في انشغال دائم نظراً لاتساع الميدان وسرعة ايقاع مباريات البولو.

## القواعد
ها هي لمحة موجزة عن قواعد رياضة البولو للمتفرجين فقط، وهي في معظمها قواعد تهدف إلى الحفاظ علي سلامة اللاعبين وسلامة الأحصنة التي يمتطونها، اما في حالة رغبتك بممارسة اللعبة فينبغي عليك أن تتعلم هذه القواعد كاملة، يهتم الحكام أساساَ بحق المرور ومسار الكرة ومسار الكرة ما هو إلا خط تخيلي يتم تحديده كلما تم ضرب الكرة، يحدد هذا الخط مسار الكرة ويمتد إلى ما بعد الكرة علي طول ذلك المسار المنحني، ويكون للاعب الذي ضرب الكرة أخر مرة حق المرور ولا يجوز لأي لاعب أخر عبور خط الكرة من أمام ذلك اللاعب أو دفعه بعيداً عن الخط، إلا أنه يسمح بالركوب في الجانب لغرض الاعتراض أو التثبيت لا غير طالما لم تتم إعاقة اللاعب الذي له حق المرور، كما يسمح بالقفز أو الركوب بعيداً إذا ما كانت زاوية الهجوم أقل من (45) درجة مئوية وأي احتكاك أو تلامس يجب أن يكون بين ورك الفرس والكتف.
يجوز للاعب تثبيت أو اعتراض مضرب لاعب أخر بمضربه، ولكن يحظر الاحتكاك المتعمد بين اللاعبين، لا يحق لأى لاعب ملامسة لاعب آخر عن سابق قصد أو شد حلقة التثبيت الخاصة به أو ملامسة فرسه بالمضرب، تلعب الأحصنة الصغيرة فترتين من اللعب كحد أقصي.
1. ↑  "تاريخ النادي – President Polo" (بالإنجليزية الأمريكية). Archived from the original on 2024-01-07. Retrieved 2024-01-06.
2. ↑  "نادي غنتوت لسباق الخيل والبولو | حياكم في أبوظبي". visitabudhabi.ae. مؤرشف من الأصل في 2023-09-27. اطلع عليه بتاريخ 2024-01-06.
3. ↑  "نادي غنتوت لسباقات الخيل والبولو - نبذة - المرافق - معلومات التواصل | ماي بيوت". مدونة تشمل مواضيع تتعلق بالعقارات و أنماط الحياة المختلفة في الإمارات | ماي بيوت. مؤرشف من الأصل في 2024-01-06. اطلع عليه بتاريخ 2024-01-06.

الموقع الرسمي للنادي